# داکس
داکس (انگلیسی: DAKS) شرکت پوشاک بریتانیایی است، که در سال ۱۸۹۴ تأسیس شد.